# Walk Hard: The Dewey Cox Story
Walk Hard: The Dewey Cox Story es una película parodia del 2007 escrita y producida por Judd Apatow y Jake Kasdan, dirigida por Kasdan y protagonizada por John C. Reilly. Fue lanzada en los Estados Unidos y Canadá por Columbia Pictures el 21 de diciembre de 2007.

## Trama
La trama se basa en la película biográfica de 2005 de Johnny Cash y Ray, la película biográfica de Ray Charles.  Walk Hard es una parodia.
El personaje de Dewey Cox se basa principalmente en Johnny Cash; pero también incluye elementos de la vida y la carrera de Roy Orbison, Glen Campbell, Bob Dylan, Ray Charles, Jerry Lee Lewis, Donovan, John Lennon, James Brown, Jim Morrison, Conway Twitty, Neil Diamond, y Brian Wilson.
La película retrata versiones ficticias de artistas como Buddy Holly, Big Bopper, Elvis Presley y Los Beatles; además, algunos artistas hacen de sí mismos, incluyendo Eddie Vedder, jewel, Lyle Lovett y Ghostface Killah. Además, la película parodia o rinde homenaje a los estilos musicales de Bob Dylan, David Bowie, Van Dyke Parks con Brian Wilson, y el movimiento punk rock de los setenta.

## Elenco
- John C. Reilly como Dewford Randolph "Dewey" Cox.
- Jenna Fischer (Angela Correa, cantando) como Darlene Madison Cox.
- Raymond J. Barry como Pa Cox.
- Margo Martindale como Ma Cox.
- Kristen Wiig como Edith.
- Conner Rayburn como Dewey Cox, 7 años.
- David "Honeyboy" Edwards como The Old Blues Singer.
- Paul Bates como Mánager del Club Nocturno.
- Tim Meadows como Sam McPherson.
- Chris Parnell como Theo.
- Matt Besser como Dave.
- David Krumholtz como Schwartzberg.
- Craig Robinson como Bobby Shad.
- Harold Ramis como L'Chaim.
- Martin Starr como Schmendrick.
- John Michael Higgins como "Walk Hard".
- Ed Helms como Mánager de escenario.
- Jane Lynch como Gail, el reportero de noticias.
- Angela Little Mackenzie como Beth Anne.
- Skyler Gisondo como Dewford "Dewdrop/Dewey" Cox, Jr.
- Simon Helberg como Dreidel L'Chaim.
- Lurie Poston como Cox kid.
- Jack McBrayer como DJ.

Celebridades
- Frankie Muniz como Buddy Holly.
- John Ennis como The Big Bopper.
- Jack White como Elvis Presley.
- Adam Herschman como Jerry Garcia.
- The Temptations (Otis Williams, Ron Tyson, Terry Weeks, Joe Herndon, Bruce Williamson) como ellos mismos.
- Eddie Vedder como él mismo.
- Jackson Browne como él mismo.
- Jewel como ella mismo.
- Ghostface Killah como él mismo.
- Lyle Lovett como él mismo.

No acreditados
- Odette Yustman
- Jonah Hill
- Paul Rudd como John Lennon.
- Jack Black como Paul McCartney.
- Justin Long como George Harrison.
- Jason Schwartzman como Ringo Starr.
- Gerry Bednob como Maharishi Mahesh Yogi.
- Patrick Duffy
- Morgan Fairchild
- Cheryl Ladd
- Cheryl Tiegs